# Partido do Centro Estónio
O Partido do Centro Estónio (português europeu) ou Partido do Centro Estônio (português brasileiro) (em estoniano: Eesti Keskerakond, EK) é um partido político da Estónia.
O partido foi fundado em 1991, sendo um dos vários partidos que se separaram da Frente Popular da Estónia. Naquela época, o partido era chamado de Partido Popular do Centro (Rahvakeskerakond) para se diferenciar do Partido do Centro Rural (Maa-Keskerakond). Ideologicamente, é dito social-liberal, favorável à economia social de mercado, além de populista, se destacando como o partido mais popular entre a minoria russa que vive na Estónia. Quanto a espectro político, chega a ser descrito como de centro à centro-esquerda uma vez que combina elementos do populismo de esquerda e do liberalismo social.
A sigla faz parte do Renovar a Europa e, desde janeiro de 2021, forma um governo de coalizão com o Partido Reformista Estónio.

## Resultados eleitorais

### Eleições legislativas
| Data | CI. | Votos   | %            | +/- | Deputados | +/-     | Status                                   |
| ---- | --- | ------- | ------------ | --- | --------- | ------- | ---------------------------------------- |
| 1992 | 3.º | 56 124  | 12,2 / 100,0 |     | 15 / 101  |         | Oposição                                 |
| 1995 | 3.º | 76 634  | 14,2 / 100,0 | 2,0 | 16 / 101  | 1       | Governo                                  |
| 1999 | 1.º | 113 378 | 23,4 / 100,0 | 9,2 | 28 / 101  | 12      | Oposição                                 |
| 2003 | 1.º | 125 709 | 25,4 / 100,0 | 2,0 | 28 / 101  | Estável | Oposição                                 |
| 2007 | 2.º | 143 518 | 26,1 / 100,0 | 0,7 | 29 / 101  | 1       | Oposição                                 |
| 2011 | 2.º | 134 124 | 23,3 / 100,0 | 2,8 | 26 / 101  | 3       | Oposição                                 |
| 2015 | 2.º | 142 458 | 24,8 / 100,0 | 1,5 | 27 / 101  | 1       | Oposição (2015-2016) Governo (2016-2019) |
| 2019 | 2.º | 118 561 | 23,0 / 100,0 | 1,8 | 26 / 101  | 1       | Governo                                  |

### Eleições europeias
| Data | CI. | Votos   | %            | +/- | Deputados | +/-     |
| ---- | --- | ------- | ------------ | --- | --------- | ------- |
| 2004 | 2.º | 40 704  | 17,5 / 100,0 |     | 1 / 6     |         |
| 2009 | 1.º | 103 506 | 26,1 / 100,0 | 8,6 | 2 / 6     | 1       |
| 2014 | 2.º | 73 419  | 22,4 / 100,0 | 3,7 | 1 / 6     | 1       |
| 2019 | 3.º | 47 819  | 14,4 / 100,0 | 8,0 | 1 / 6     | Estável |